# Danske Artilleriregiment
Danske Artilleriregiment (DAR) var fra oprettelsen i 2005 til dets foreløbige nedlæggelse 28. februar 2014 Danmarks hærs eneste artilleriregiment. Det blev dannet ved sammenlægning af Kongens Artilleriregiment og Dronningens Artilleriregiment, og kunne dermed føre sine rødder tilbage til 1684. Officiel oprettelsesdag var 1. november 2005, idet 1. november generelt er en speciel dag i artilleriets livlinie.
Regimentet opstillede Hærens artillerienheder: Feltartilleri, luftværn og målopklaringsenheder. Chefen, oberst Birger Mejlholm, var samtidig chef for Hærens Ildstøtteskole. Skolens stabschef er oberstløjtnant Claus D. Møller.
Danske Artilleriregiment var garnisoneret i Varde og en artilleriafdeling i Oksbøllejren.
Efter nedlæggelsen i 2014 blev Hærens artillerikapacitet flyttet til den nyoprettede 1. Danske Artilleriafdeling (1. DAA) som blev underlagt Hærens Kamp- og Ildstøttecenter.
Danske Artilleriregiment blev genoprettet 1. januar 2019, som følge af forsvarsforliget 2018-2023. Det er garnisoneret i Oksbøllejreren, som ved samme lejlighed skiftede navn til Oksbøl Kaserne.

## Historie
Selvom regimentet er ungt, kan dets historie føres tilbage til 1684, hvor Det Kongelige Artillerie Corps oprettedes i København. I 1803 opdeltes Artilleriecorpset i tre brigader; benævnt "Danske Artilleri Brigade", "Holstenske Artilleri Brigade" og "Norske Artilleri Brigade". Sidstnævnte blev opløst i 1814 med tabet af Norge.
I 1842 ændres brigaderne til hhv. 1. Artilleriregiment (Danske) og 2. Artilleriregiment (Holstenske), men samlet blev det kaldt "Den Kongelige Artilleribrigade". I forbindelse med treårskrigen mellem Danmark og Preussen blev 2. Artilleriregiment (Holstenske) nedlagt i marts 1848, da regimentet tilsluttede sig oprørernes side.
I forbindelse med Hærloven af 1867, blev 2. Artilleriregiment genoprettet 1. oktober 1867 af 7.-9. Batteri og 12. Forstærkningsbatteri og 2. Trainafdeling fra 1. Artilleriregiment.
I 1880 kom en tillægslov til hærloven af 1867. Denne bestemte at de selvstændige batterier skulle samles i artilleriafdelinger. Artilleriet var hermed organiseret som følgende:
- 1. Artilleriregiment: 1. og 2. Artilleriafdeling.
- 2. Artilleriregiment: 3. og 4. Artilleriafdeling.

Siden krigen i 1864 var alt artilleri blevet samlet i København, men nu blev det bestemt at 3. artilleriafdeling (3 AA) skulle garnisoneres i Aarhus stadigvæk under 2. Artilleriregiment. 3 AA flyttede fra København til Aarhus i april 1881. I 1895 oprettedes Fæstningsartilleriregimentet, som havde ansvaret for Københavns fæstningsartilleri. Dette regiment blev nedlagt i 1920 da den danske regering erkendte, at der ikke var behov for en permanent befæstning af hovedstaden.
I 1909 blev 3. Artilleriafdeling en selvstændig afdeling uden noget tilhørsforhold til et regiment. Samtidig blev Kystartilleriregimentet oprettet. Den 1. april 1923 blev 3. Feltartilleriregiment oprettet i Aarhus. Dets stamafdeling blev 3 AA.
I 1932 overgår ansvaret for Kystartilleriet fra Hæren til Søværnet, og dermed nedlægges Kystartilleriet som artillerienhed. Af dennes enheder oprettes 10. Artilleriafdeling som i 1937 bliver til en del af det nyoprettede "Luftværnsregimentet".
I 1951 var artilleriet organiseret som følger:
- 1. Feltartilleriregiment (Kronens Artilleriregiment) i Sjælsmark
- 2. Feltartilleriregiment (Sjællandske Artilleriregiment) i Holbæk
- 3. Feltartilleriregiment (Nørrejyske Artilleriregiment) i Århus
- 4. Feltartilleriregiment (Sønderjyske Artilleriregiment) i Varde
- Sjællandske Luftværnsregiment i København
- Jyske Luftværnsregiment i Aalborg
- 12. Artilleriafdeling på Bornholm
- Artilleriets Skydeskole i København (Artilleriskolen)
- Artilleriets Befalingsmandsskole i Ringsted.

I 1961 får de danske regimenter og skoler lov til til at benævne sig med navn. Se ovenstående i parentes. I 1970 sammenlægges Kronens Artilleriregiment og Sjællandske Luftværnsregiment med Kronens Artilleriregiment som fortsættende regiment. I 1974 sammenlægges Nørrejyske Artilleriregiment og Jyske Luftværnsregiment med Nørrejyske Artilleriregiment som fortsættende regiment. Samtidig samles Artilleriets skoler til Hærens Ildstøtteskole i Varde.
I 1982 sammenlægges Kronens Artilleriregiment og Sjællandske Artilleriregiment til Kongens Artilleriregiment.
I 2000 sammenlægges Nørrejyske Artilleriregiment og Sønderjyske Artilleriregiment til Dronningens Artilleriregiment. Endelig bliver de to tilbageværende artilleriregimenter sammenlagt d. 1. august 2005 til Danske Artilleriregiment, og dermed var artilleriet igen samlet i et regiment frem til 2014 hvor regimentet blev nedlagt og overført til 1. Danske Artilleriafdeling underlagt Hærens Kamp- og Ildstøttecenter.

### Tidslinje
| 1951                          | 1970                         | 1974                         | 1982                         | 2000                          | 2005-14                  | 2019-                                   |
| ----------------------------- | ---------------------------- | ---------------------------- | ---------------------------- | ----------------------------- | ------------------------ | --------------------------------------- |
| Kronens Artilleriregiment     | Kronens Artilleriregiment    | Kronens Artilleriregiment    | Kongens Artilleriregiment    | Kongens Artilleriregiment     | Danske Artilleriregiment | Danske Artilleriregiment Oksbøl Kaserne |
| Sjællandske Luftværnsregiment | Kronens Artilleriregiment    | Kronens Artilleriregiment    | Kongens Artilleriregiment    | Kongens Artilleriregiment     | Danske Artilleriregiment | Danske Artilleriregiment Oksbøl Kaserne |
| Sjællandske Artilleriregiment |                              |                              | Kongens Artilleriregiment    | Kongens Artilleriregiment     | Danske Artilleriregiment | Danske Artilleriregiment Oksbøl Kaserne |
| Nørrejyske Artilleriregiment  | Nørrejyske Artilleriregiment | Nørrejyske Artilleriregiment | Nørrejyske Artilleriregiment | Dronningens Artilleriregiment | Danske Artilleriregiment | Danske Artilleriregiment Oksbøl Kaserne |
| Jyske Luftværnsregiment       |                              | Nørrejyske Artilleriregiment | Nørrejyske Artilleriregiment | Dronningens Artilleriregiment | Danske Artilleriregiment | Danske Artilleriregiment Oksbøl Kaserne |
| Sønderjyske Artilleriregiment |                              |                              |                              | Dronningens Artilleriregiment | Danske Artilleriregiment | Danske Artilleriregiment Oksbøl Kaserne |

## Enheder (2019- )
Den 1. januar 2019 blev Danske Artilleriregiment genoprettet på Oksbøl Kaserne. Regimentet består af fire meget forskellige afdelinger.

### 1. Danske Artilleriafdeling
Er Danmarks eneste aktive feltartilleriafdeling. Den består af en stabsdeling og tre skydende batterier. Afdelingen indgår i 1. Brigade, og den er udrustet med 19 Caesar 8×8 artilleripjecer (leveres 2020-23), 15 pansrede Piranha 5 mandskabsvogne med indbyggede 120 mm Cardom 10 morterer (leveres 2020-21) samt taktiske lastvogne.

### 2. Kapacitetsafdeling
Har ansvaret for uddannelsen af værnepligtige menige i artilleriet. Efter afslutning af Hærens Basisuddannelse kan de menige søge om at overgår til Reaktionsstyrke uddannelsen som også forgår i 2KAP. Et Luftværnsbatteri indgår også i 2 KAP. Enkelte sektioner fra den nedlagte Hærens Kampskole er også under 2KAP.

### 3. Sikkerheds & Ballistikafdeling
Sikkerheds- og Ballistikafdeling udgør Hærens formelle ekspertise indenfor sikkerhed i forbindelse med skydning med kinetiske våben og den tilhørende ammunition. Afdelingen gennemfører en lang række test- og forsøgsaktiviteter for hele Forsvaret og andre offentlige myndigheder. Dette omfatter bl.a. ballistiske tests, herunder lyd- og lydtryksmålinger i relation til ammunition samt andre ballistiske problemstillinger. Afdelingen udgør desuden Hærens ekspertise i salutering med sortkrudt og rådgiver hele Forsvaret indenfor dette område.

### 5. Reserveafdeling
Genoprettet som afdeling i 2019, for reservister. Afdelingen leverer reservepersonel til totalforsvarsstrukturen, til ildstøttefunktioner ved brigade og division og til Danske Artilleriregiments øvrige organisation.

## Tidligere enheder (2005-14)

### Uddannelsesafdeling
Havde ansvaret for uddannelsen af værnepligtige menige i artilleriet. Efter afslutning af Hærens Basisuddannelse kunne de menige søge om ansættelse ved f.eks. 1. Artilleriafdeling, Luftværnsafdelingen eller en hvilken som helst anden enhed i Hæren. Afdelingen var placeret i Varde. Afdelingens 1. og 2. Batteri uddannede hvert halve år de menige, mens 3. og 4. Batteri på skift uddannede de artillerienheder som skulle udsendes i international tjeneste.

### Førings- og Målopklaringsafdeling
Indgik i Danske Division og var divisionens ildstøttespecialister. I afdelingen indgik et stabs- og målopklaringsbatteri som havde ansvaret for at føre afdelingen og lave målopklaring mod fjendtlige ildstøtteenheder. Det sidste klaredes ved hjælp af artilleripejleradarer, som kunne finde ud af hvor fjenden har placeret sine kanoner, haubitser, raketkastere og mortérer, når disse afskydes.
Desuden indgik et UAV-batteri (ubemandet fly). Der blev indkøbt et antal Raven UAV-systemer i 2007.
Endelig indgik der et "Tactical Air Control Party"-batteri (TACP) i afdelingen. Et TACP-hold kan tilkalde og lede flystøtte. Før oprettelsen af batteriet i 2005 var holdene placeret direkte ved brigader og division. På denne måde blev al ekspertisen omkring flystøtte samlet i et batteri. TACP kapaciteten er i dag at finde i 1. Danske Artilleriafdeling
I 2009 overgik resten af luftværnets enheder til afdelingen, hvorefter det i løbet af forsvarsforliget 2009-2014 overgik til Flyvevåbnet.

## Valgsprog

### Danske Artilleriregiment (2005-14)
Pligten og lidt til

### 1. Artilleriafdeling
- 1. Batteri: Fløjbatteriet sætter standarden
- 2. Batteri: Ad damnam initiam velocitatem-ferite
- 3. Batteri: Cannae nostra faece non agunt

### 2. Kapacitetsafdeling
- 1. Batteri: Stærkest Sammen
- 2. Batteri: Vaagen mand er ond at vække
- 3. Batteri: Vides ikke
- 4. Batteri: Altid Klar
- 5. Batteri: Alsidige Og Dygtige

## Mærkedage i Artilleriet
- 1. november – Oprettelsen af Danske Artilleriregiment og generel artilleridag.
- 4. december – Fejringen af artilleriets skytshelgen, Sankt Barbara.
- 28. maj 1848 – Slaget ved Nybøl.
- 6. juli 1849 – Slaget ved Fredericia.
- 25. juli 1850 – Slaget ved Isted.
- 18. april 1864 – Kampen ved Dybbøl.
- 2. februar 1864	- Slaget ved Mysunde.
- 12. september 1850 – Kampen ved Mysunde.